# Punt verd

El punt verd (en alemany Der Grüne Punkt) és un logotip utilitzat per identificar un sistema en particular per a l'eliminació dels envasos per a productes de consum. El símbol es compon de dues fletxes entrellaçades formant un cercle. El punt verd és un logotip que identifica qui és responsable de la recollida i eliminació de residus, i no especifica res sobre la reciclabilitat del producte o la presència de material reciclable.
El símbol va ser introduït a Alemanya el 1991 pel Dual System Deutschland GmbH (DSD) després de la introducció d'una legislació sobre residus que exigia als fabricants fer-se càrrec també de la disposició final dels seus productes. Per ajudar els fabricants a complir la norma neix un sistema de recollida de residus privat, paral·lel al públic, per recollir i eliminar els productes de les empreses que en són membres. Aquestes empreses poden fixar el "Punt Verd" en els seus productes per tal de dir-li al client que el producte serà recollit i eliminat pel DDS (per exemple, a través dels contenidors apropiats).
El sistema del punt verd també cobreix els productors estrangers. La llei alemanya sobre residus disposa que els productes importats dels països europeus, l'importador i el fabricant estranger són els dos responsables de l'eliminació dels residus. Els fabricants estrangers poden adherir-se també al sistema.
Aquest sistema de recollida de residus, ja que s'ha expandit a altres 32 països (tots els països de la UE excepte Itàlia, Dinamarca i Finlàndia, més Noruega, Croàcia, Sèrbia, Macedònia, Turquia, Israel i Canadà) per mitjà de l'empresa PRO Europa (Embalatge Recuperació Organització d'Europa), a la qual el DSD alemany va concedir l'ús de la marca l'any 1995. Des de l'1 de gener de 2009 l'ús del punt verd ja no és obligatori per als paquets Alemanya, però segueix sent obligatori a França, Espanya, Portugal, Grècia i Xipre.

## Els organismes nacionals
Les entitats de referència per al reciclatge i embalatge d'alguns països europeus són les següents:

### Alemanya
Dual System Deutschland GmbH

### Espanya
Ecoembes

### Itàlia
A Itàlia els objectius de recuperació i reciclatge dels residus d'envasos són coordinats per la CONAI ("Consorci Nacional Packaging"), un consorci privat en què totes les empreses de la cadena d'envasament han de complir la llei.
La retirada, reciclatge i recuperació de residus d'envasos està assegurada a nivell nacional per sis consorcis obligatoris, un per a cada material d'envasament:
- Comieco, Consorci Nacional per a la recuperació i el reciclatge dels materials d'embalatge de paper (paper, cartró, etc.);
- CIAL per al camp dels envasos d'alumini, des de 1998;
- Corepla, Consorci Nacional per a la recollida, reciclatge i valorització d'envasos de plàstic;
- Consorci d'acer, Consorci Nacional per a la recuperació i el reciclatge dels envasos d'acer;
- Coreve, Consorci va recuperar vidre;
- Rilegno, Consorci Nacional per a la recuperació de recollida i reciclatge d'envasos de fusta.

A aquests s'hi sumen (encara que no en l'embalatge):
- COBAT (bateries de plom consorci especials i deixalles de plom)
- COOU (recollida olis)
- Polieco (consorci per a la recuperació de material de polietilè, exceptuant el seu embalatge)

La CONAI s'ha unit al consorci PRO Europa el 16 setembre de 2009, però la seva activitat dins del consorci sembla suspesa actualment. Tampoc s'ha signat cap contracte amb llicència PRO Europa del punt verd i no pot conferir una llicència per utilitzar la marca als membres del consorci. Per tant, l'ús d'aquesta marca comercial està reservat per a les empreses que han signat un contracte amb les empreses que utilitzen el Punt Verd als països en els quals és necessari per a l'envasament. Això també és cert en el cas d'un importador; en aquest cas, fa que la còpia del text de la documentació que justifiqui la petició de l'importador d'utilitzar el mateix empaquetat de la marca Green Point.